# Nuvem lenticular
Nuvens Lenticulares são formações estacionárias de nuvens, com formato análogo a fogo e lentes, que se formam em altitude. Normalmente alinhadas com a perpendicular da direção do vento, elas podem ser separadas em altos-cúmulos lenticulares estacionários (ACSL), estratocúmulos lenticulares estacionários (SCSL), e Cirrocumulus lenticulares estacionários (CCSL).

## Formação
Quando ar estável e úmido flui sobre uma montanha ou cadeia de montanhas, uma série de ondas estacionárias podem se formar à sotavento da mesma. Se a temperatura na crista da onda descer abaixo do ponto de orvalho, o vapor de água em suspensão se condensará formando a nuvem lenticular. Na continuação do fluxo de ar, ao descer em direção a depressão da onda, a nuvem pode evaporar-se, razão para suas bordas características.
Sob certas condições, longas cadeias de nuvens lenticulares podem se formar próximo da crista de cada onda subsequente em um padrão repetitivo de nuvens que pode se estender por centenas  ou até milhares de quilômetros. Visível em imagens de satélites como "costelas" de nuvens paralelas a uma cadeia inicial de montanhas, essa formação revela a presença do sistema de ondas.
Os sistemas de onda causam grandes movimentações verticais de ar, então se quantidade suficiente de vapor d'água se condensar, pode ocorrer precipitação.
As nuvens lenticulares já foram confundidas com OVNIs (ou como "esconderijo" de OVNIs) devido à sua aparência discóide. Cores fortes (chamada irização) são às vezes vistas nas beiradas dessas nuvens.

Sua ocorrência mundial ocorre em média apenas uma vez a cada 15 dias 

## Aviação
Pilotos de aviões tendem a evitar o voo próximo a nuvens lenticulares devido a turbulência dos rotores que as acompanham, porém pilotos de planador as procuram deliberadamente. A localização exata do ar ascendente é relativamente fácil de prever pela orientação das nuvens. "Ascensão em ondas" desse tipo é normalmente muito forte e suave, permitindo aos planadores subirem a altitudes notáveis e cobrirem grandes distâncias. Os atuais Recordes Mundiais de Distância em planadores (mais de 3.000 km; 1.864 mi) e altitude (15.460 m; 50.721 ft) foram estabelecidos nesse tipo de voo.

## Galeria

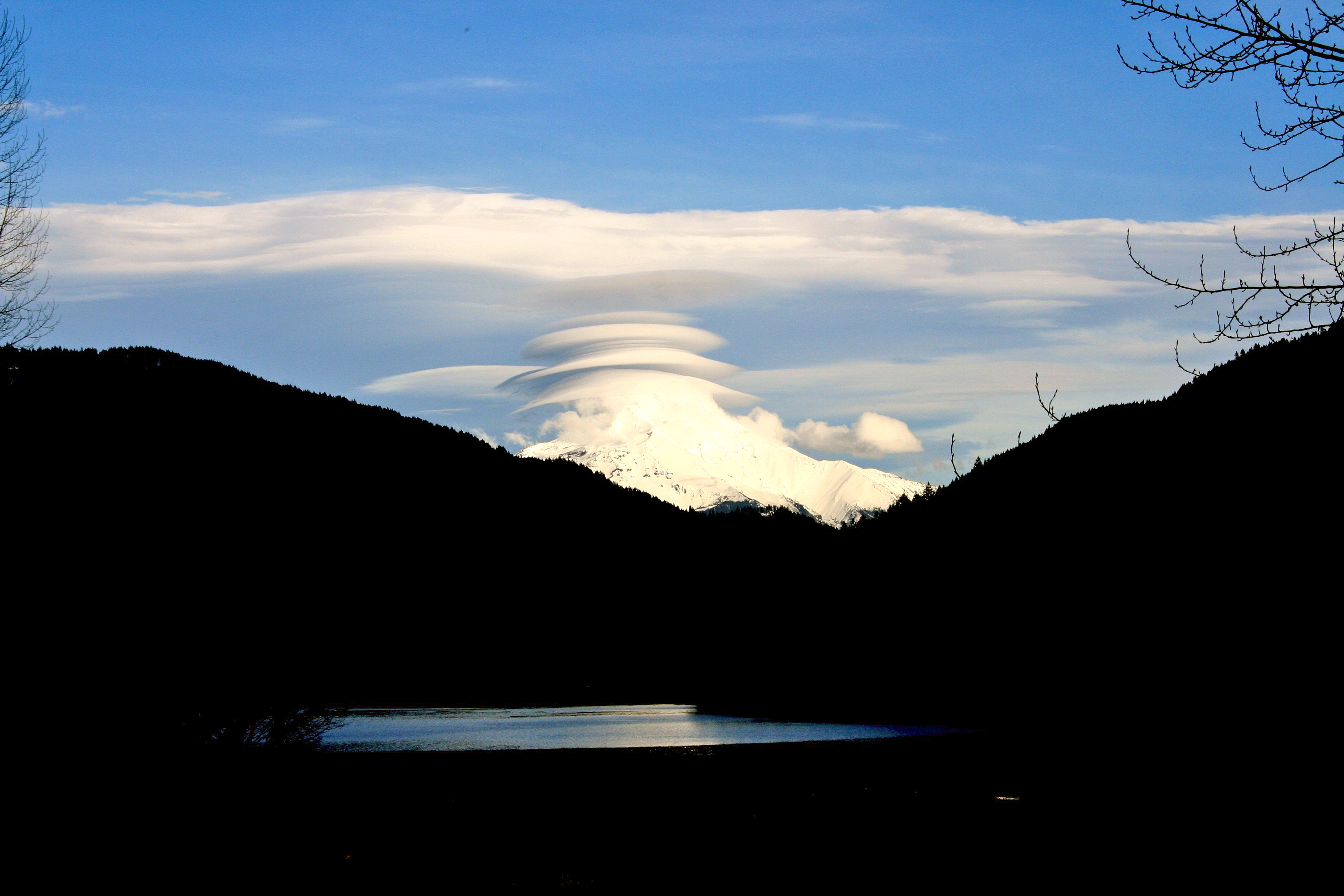
Mt. Jefferson, próximo ao Lago Detroit, no Oregon, coberto por Nuvens Lenticulares empilhadas.
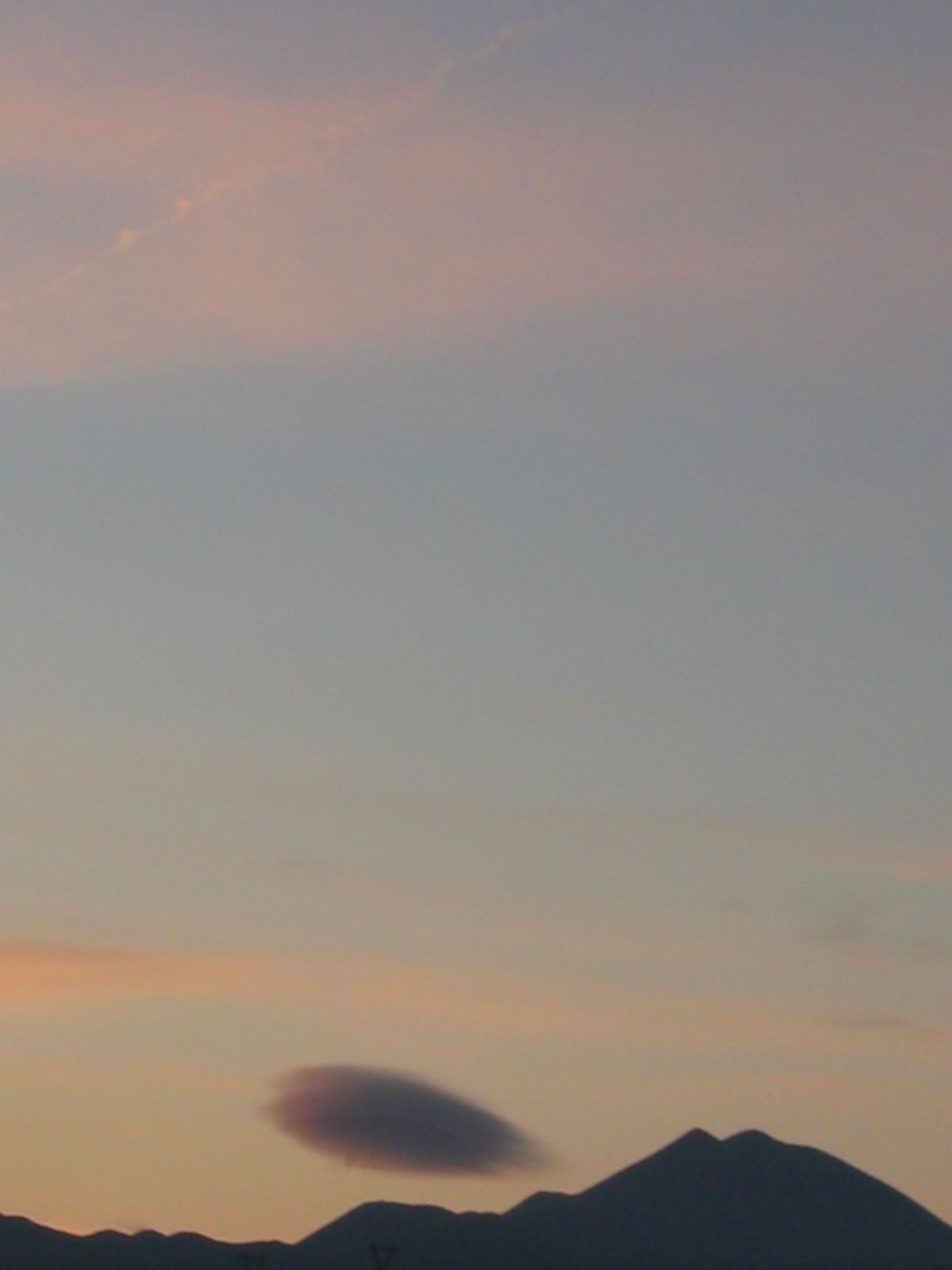
Nuvem Lenticular pairando sobre Monte Psiloritis, Creta, Grécia
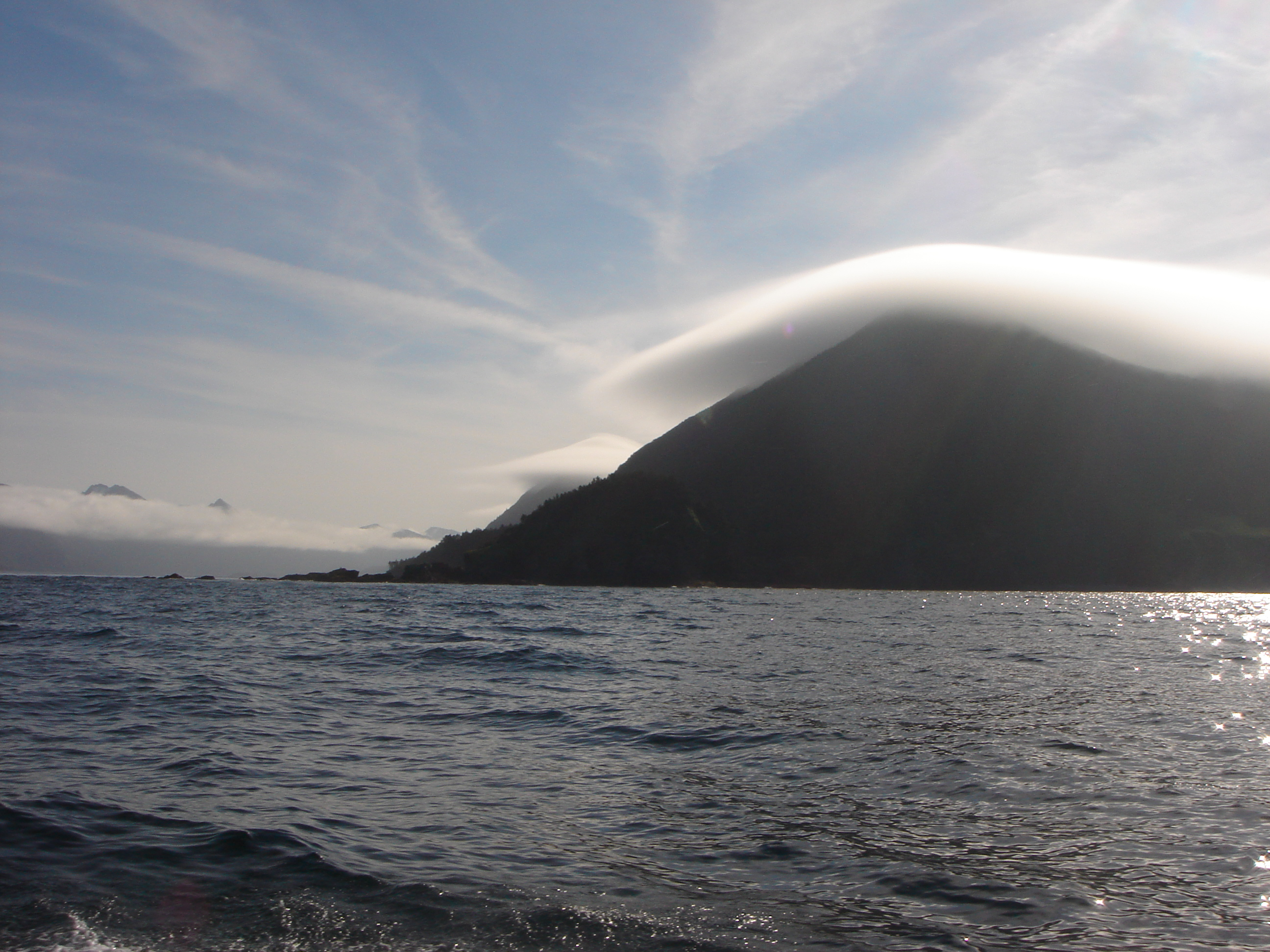
Nuvem Lenticular de baixa altitude próxima a Homer, Alasca
Colorida nuvem lenticular surge no céu acima de Kuantan, Malásia.Colorida nuvem lenticular surge no céu acima de Kuantan, Malásia.
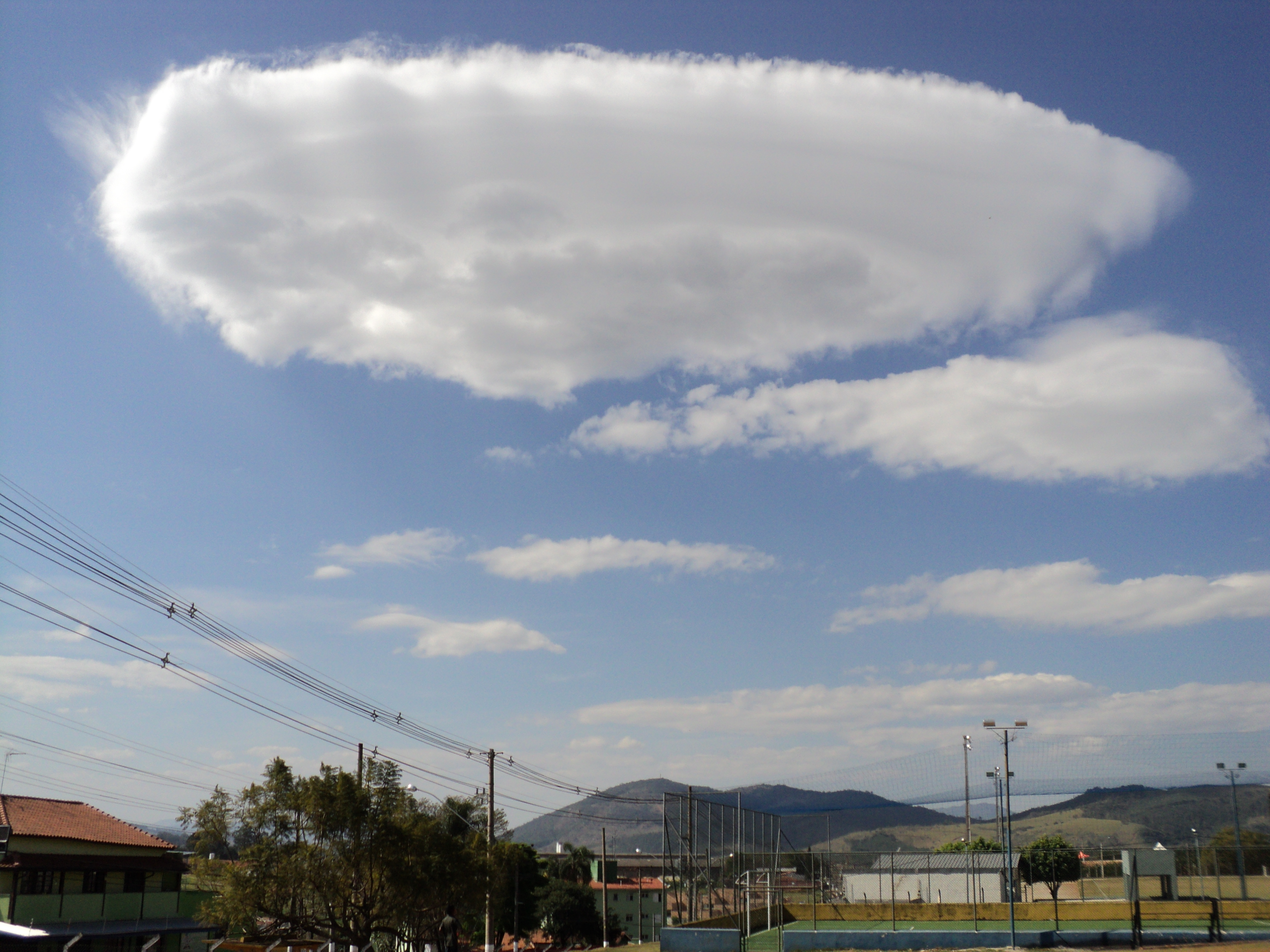
Nuvem lenticular acima da Serra do Guaripocaba em Bragança Paulista, Brasil.
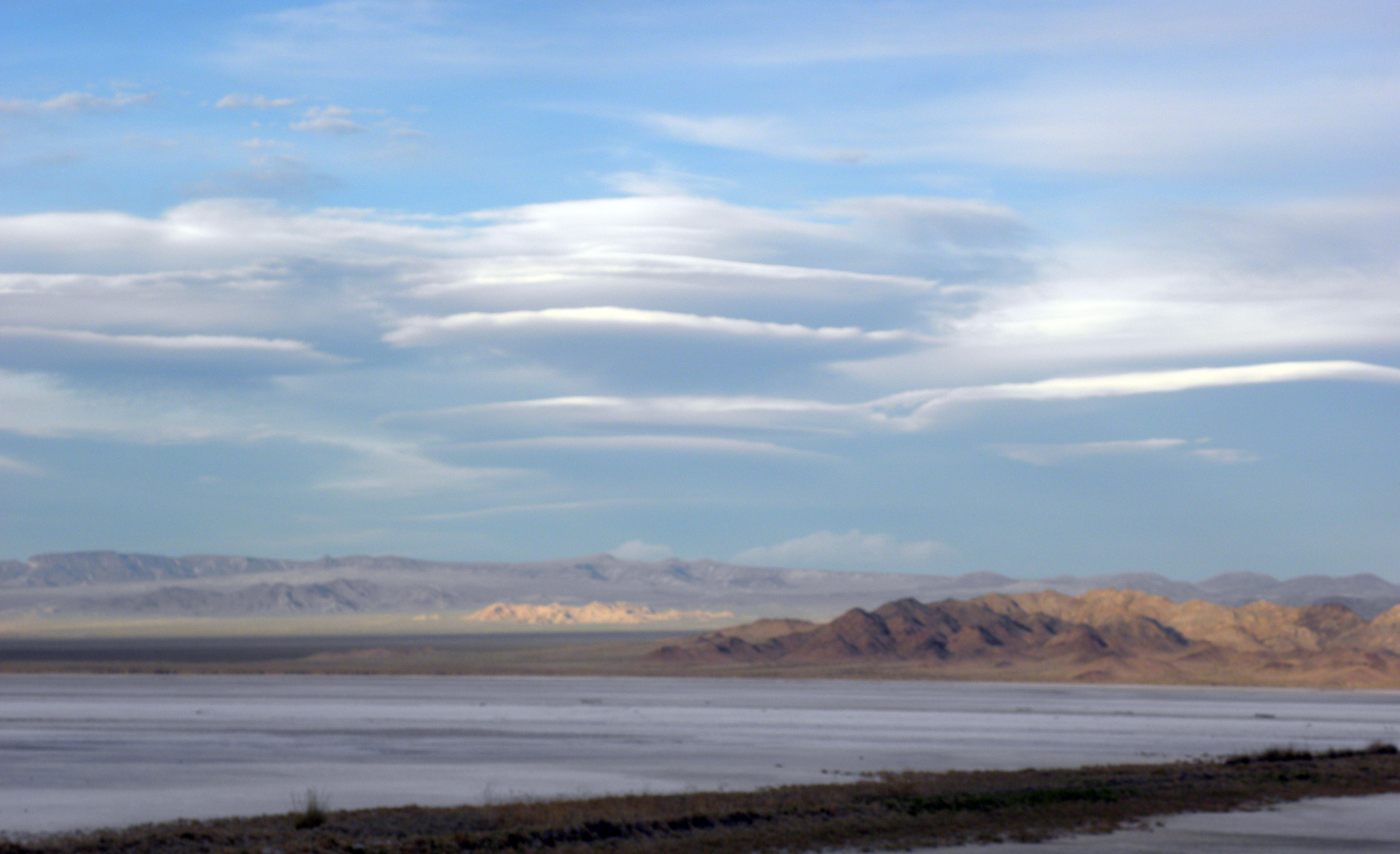
Nuvens lenticulares, Soda Lake, Mojave Desert, California.